# José Bernardino de Barros
José Bernardino de Barros, primeiro e único barão de Três Ilhas (São José do Rio Preto, 12 de novembro de 1824 – 1915) foi um nobre brasileiro.[carece de fontes?]
Agraciado barão em 7 de outubro de 1874, foi oficial da Imperial Ordem da Rosa. Filho de Antonio Bernardino de Barros.